# Liste der Botschafter der Vereinigten Staaten in Lettland
Die Liste der Botschafter der Vereinigten Staaten in Lettland bietet einen Überblick über die Leiter der US-amerikanischen diplomatischen Vertretung in Lettland seit der Aufnahme diplomatischer Beziehungen in Folge der Unabhängigkeit Lettlands von der Sowjetunion. Zwischen 1922 und dem Einmarsch der sowjetischen Truppen in Riga gab es bereits US-Botschafter in Lettland.

## Botschafter

### 1922–1940
| Amtszeit  | Name                       | Anmerkung |
| --------- | -------------------------- | --------- |
| 1922–1931 | Frederick W. B. Coleman    |           |
| 1931–1933 | Robert Peet Skinner        |           |
| 1934–1936 | John Van Antwerp MacMurray |           |
| 1936–1937 | Arthur Bliss Lane          |           |
| 1938–1940 | John Cooper Wiley          |           |

### Seit 1991

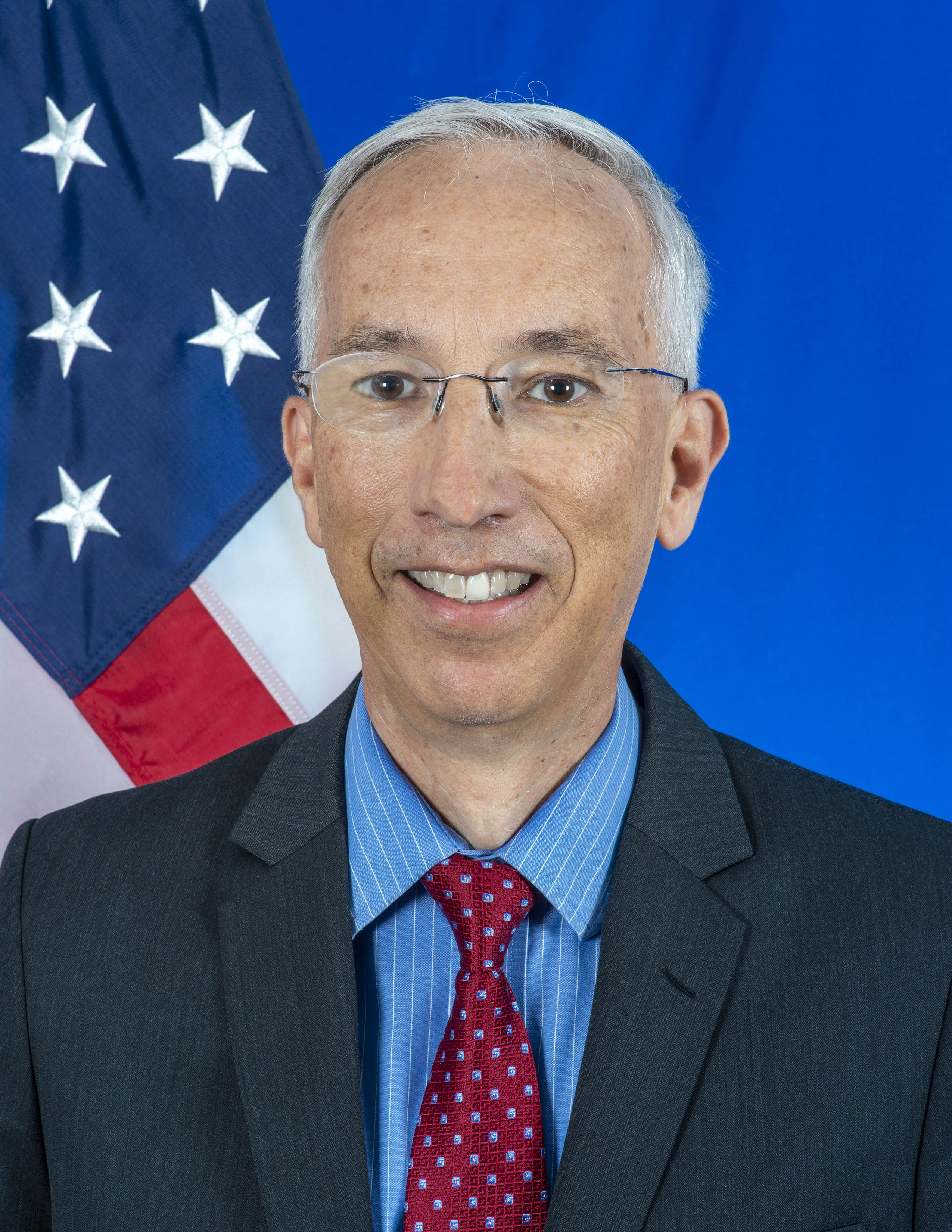
John Carwile, derzeitiger US-Botschafter in Riga.

| Amtszeit  | Name                  | Anmerkung |
| --------- | --------------------- | --------- |
| 1995–1998 | Larry C. Napper       |           |
| 1998–2001 | James Howard Holmes   |           |
| 2001–2004 | Brian E. Carlson      |           |
| 2004–2008 | Catherine Todd Bailey |           |
| 2008–2009 | Chuck Larson          |           |
| 2009–2012 | Judith G. Garber      |           |
| 2012–2015 | Mark Pekala           |           |
| 2015–2019 | Nancy Pettit          |           |
| 2019–     | John Carwile          |           |